# Coelogyne virescens
Coelogyne virescens é uma espécie de orquídea epífita, família Orchidaceae, originária da Indochina.